# GP Horsens
GP Horsens is een voormalige eendagswielerwedstrijd, die werd verreden in de omgeving van het Deense Horsens. De koers werd voor het eerst gehouden in 2015. De eerste twee edities werden allebei gewonnen door de Deen Alexander Kamp.

## Winnaars

### Meervoudige winnaars
| Overwinningen | Renner         | Land       | Jaren       |
| ------------- | -------------- | ---------- | ----------- |
| 2             | Alexander Kamp | Denemarken | 2015 + 2016 |

### Overwinningen per land
| Overwinningen | Land       |
| ------------- | ---------- |
| 3             | Denemarken |
| 1             | Noorwegen  |